# World Series of Poker 2001
Die World Series of Poker 2001 war die 32. Austragung der Poker-Weltmeisterschaft und fand vom 20. April bis 18. Mai 2001 im Binion’s Horseshoe in Las Vegas statt.

## Turniere

### Turnierplan

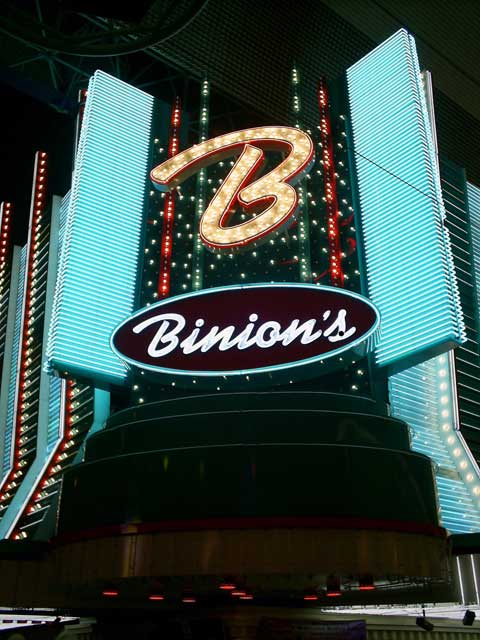
Das Binion’s Horseshoe in Las Vegas

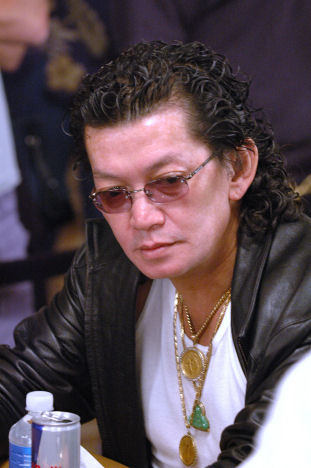
Scotty Nguyen gewann die Turniere #14 und #23

Im Falle eines mehrfachen Braceletgewinners gibt die Zahl hinter dem Spielernamen an, das wievielte Bracelet in diesem Turnier gewonnen wurde.
| #  | Buy-in (in $) | Turnier                                          | Turnierbeginn | Teilnehmer | Sieger             | Herkunft               | Preisgeld (in $) |
| -- | ------------- | ------------------------------------------------ | ------------- | ---------- | ------------------ | ---------------------- | ---------------- |
| 1  | 00.500        | Casino Employees Limit Hold’em                   | 20. Apr. 2001 | 224        | Travis Jonas       | Vereinigte Staaten     | 0.040.200        |
| 2  | 02.000        | Limit Hold’em                                    | 21. Apr. 2001 | 615        | Nani Dollison (2)  | Vereinigte Staaten     | 0.441.440        |
| 3  | 01.500        | Limit Omaha Hi-Lo                                | 22. Apr. 2001 | 306        | Chris Ferguson (3) | Vereinigte Staaten     | 0.164.735        |
| 4  | 01.500        | Limit Seven Card Stud                            | 23. Apr. 2001 | 272        | Adam Roberts       | Vereinigte Staaten     | 0.164.430        |
| 5  | 02.000        | No-Limit Hold’em                                 | 24. Apr. 2001 | 441        | Phil Hellmuth (7)  | Vereinigte Staaten     | 0.316.550        |
| 6  | 01.500        | Limit Omaha                                      | 24. Apr. 2001 | 144        | Eduard Scharf      | Deutschland            | 0.083.810        |
| 7  | 01.500        | Limit Seven Card Stud Hi-Lo                      | 26. Apr. 2001 | 230        | Barry Shulman      | Vereinigte Staaten     | 0.123.820        |
| 8  | 01.500        | Pot-Limit Omaha                                  | 27. Apr. 2001 | 145        | Galen Kester       | Vereinigte Staaten     | 0.167.035        |
| 9  | 02.000        | Limit S.H.O.E.                                   | 28. Apr. 2001 | 181        | David Pham         | Vereinigte Staaten     | 0.140.455        |
| 10 | 03.000        | Limit Hold’em                                    | 29. Apr. 2001 | 192        | Jim Lester         | Vereinigte Staaten     | 0.233.490        |
| 11 | 02.500        | Limit Seven Card Stud                            | 30. Apr. 2001 | 152        | Paul Darden        | Vereinigte Staaten     | 0.147.440        |
| 12 | 02.000        | Pot-Limit Hold’em                                | 1. Mai 2001   | 270        | Burt Boutin        | Vereinigte Staaten     | 0.193.800        |
| 13 | 01.500        | Limit Razz                                       | 2. Mai 2001   | 144        | Berry Johnston (5) | Vereinigte Staaten     | 0.083.810        |
| 14 | 02.500        | Pot-Limit Omaha                                  | 3. Mai 2001   | 102        | Scotty Nguyen (3)  | Vereinigte Staaten     | 0.178.480        |
| 15 | 02.500        | Limit Seven Card Stud Hi-Lo                      | 4. Mai 2001   | 164        | Rich Korbin        | Kanada                 | 0.159.080        |
| 16 | 01.500        | Limit A-5 Draw Lowball                           | 5. Mai 2001   | 127        | Cliff Yamagawa     | Vereinigte Staaten     | 0.073.915        |
| 17 | 02.500        | Limit Omaha Hi-Lo                                | 6. Mai 2001   | 179        | Robert Slezak      | Vereinigte Staaten     | 0.173.625        |
| 18 | 05.000        | No-Limit 2-7 Draw Lowball                        | 7. Mai 2001   | 033        | Howard Lederer (2) | Vereinigte Staaten     | 0.165.870        |
| 19 | 01.000        | Seniors No-Limit Hold’em                         | 7. Mai 2001   | 340        | Jay Heimowitz (6)  | Vereinigte Staaten     | 0.115.430        |
| 20 | 03.000        | Pot-Limit Hold’em                                | 8. Mai 2001   | 226        | Steve Zolotow (2)  | Vereinigte Staaten     | 0.243.335        |
| 21 | 05.000        | Limit Seven Card Stud                            | 9. Mai 2001   | 104        | Allen Cunningham   | Vereinigte Staaten     | 0.201.760        |
| 22 | 03.000        | No-Limit Hold’em                                 | 10. Mai 2001  | 382        | Erik Seidel (5)    | Vereinigte Staaten     | 0.411.300        |
| 23 | 05.000        | Limit Omaha Hi-Lo                                | 11. Mai 2001  | 107        | Scotty Nguyen (4)  | Vereinigte Staaten     | 0.207.580        |
| 24 | 05.000        | Limit Hold’em                                    | 12. Mai 2001  | 161        | Hemish Shah        | Vereinigtes Konigreich | 0.312.340        |
| 25 | 00.000        | Charity – No-Limit Hold’em                       | 13. Mai 2001  | 223        | Mark Napolitano    | Vereinigte Staaten     | 0.002.166        |
| 26 | 01.000        | Ladies Limit Hold’em & Seven Card Stud           | 13. Mai 2001  | 106        | Nani Dollison (3)  | Vereinigte Staaten     | 0.041.130        |
| 27 | 10.000        | No Limit Hold’em Main Event – World Championship | 14. Mai 2001  | 613        | Carlos Mortensen   | Spanien                | 1.500.000        |

### Main Event

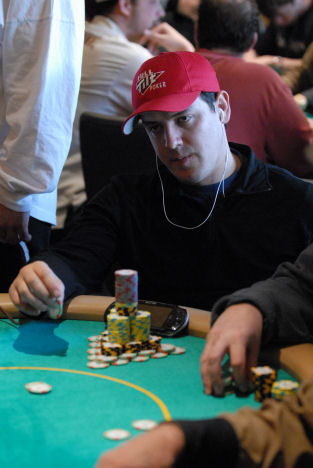
Carlos Mortensen (2007)

Der Finaltisch wurde am 18. Mai 2001 erstmals mit neun statt zuvor nur sechs Spielern ausgespielt. In der finalen Hand gewann Mortensen mit K♣ Q♣ gegen Tomko mit A♠ A♥. Mit Henry Nowakowski saß erstmals ein deutscher Spieler am Finaltisch. Sein siebter Platz ist die drittbeste Platzierung, die ein Deutscher beim Main Event erreichte.
| Platz | Herkunft           | Spieler          | Preisgeld (in $) |
| ----- | ------------------ | ---------------- | ---------------- |
| 1     | Spanien            | Carlos Mortensen | 1.500.000        |
| 2     | Vereinigte Staaten | Dewey Tomko      | 1.098.925        |
| 3     | Vereinigte Staaten | Stan Schrier     | 0.699.315        |
| 4     | Vereinigte Staaten | Phil Gordon      | 0.399.610        |
| 5     | Vereinigte Staaten | Phil Hellmuth    | 0.303.705        |
| 6     | Vereinigte Staaten | Mike Matusow     | 0.239.765        |
| 7     | Deutschland        | Henry Nowakowski | 0.179.825        |
| 8     | Vereinigte Staaten | Steve Riehle     | 0.119.885        |
| 9     | Vereinigte Staaten | John Inashima    | 0.091.910        |